# 汪來
汪來（1515年—？），字伯陽，又字君復，號北津，直隸天津衛軍籍，南直隸寧國縣人，明朝政治人物。

## 生平
嘉靖十三年（1534年）甲午科順天府鄉試第一百十八名舉人。嘉靖二十年（1541年）中式辛丑科會試第一百二十七名，登第三甲第一百九十七名進士。历任刑部山西司主事、陕西庆阳府知府。嘉靖三十三年（1554年）升山西按察司副使，分巡冀南，备兵宁武关，后授山东按察司副使。

## 家族
曾祖汪禮；祖父汪瀛；父汪宦，母張氏。具庆下。弟汪耒。